# Kaługa (miasto)
Kaługa (ros. Калу́га) – miasto w europejskiej części Rosji, stolica obwodu kałuskiego.
Miasto położone jest na południowy zachód od Moskwy, nad rzeką Oką. Liczy około 331 tys. mieszkańców (2021).

## Klimat
Klimat umiarkowany kontynentalny, zimy są śnieżne i umiarkowanie chłodne, lata są ciepłe i deszczowe.
| Klimat Kaługi (dane za okres od 1960 r.) | Klimat Kaługi (dane za okres od 1960 r.) | Klimat Kaługi (dane za okres od 1960 r.) | Klimat Kaługi (dane za okres od 1960 r.) | Klimat Kaługi (dane za okres od 1960 r.) | Klimat Kaługi (dane za okres od 1960 r.) | Klimat Kaługi (dane za okres od 1960 r.) | Klimat Kaługi (dane za okres od 1960 r.) | Klimat Kaługi (dane za okres od 1960 r.) | Klimat Kaługi (dane za okres od 1960 r.) | Klimat Kaługi (dane za okres od 1960 r.) | Klimat Kaługi (dane za okres od 1960 r.) | Klimat Kaługi (dane za okres od 1960 r.) | Klimat Kaługi (dane za okres od 1960 r.) |
| Wskaźnik                                 | Sty                                      | Lut                                      | Mar                                      | Kwi                                      | Maj                                      | Cze                                      | Lip                                      | Sie                                      | Wrz                                      | Paź                                      | Lis                                      | Gru                                      | Roczne                                   |
| Średnia temperatura, °C                  | -8,6                                     | -8,3                                     | −3.1                                     | 5,6                                      | 12,2                                     | 15.9                                     | 17.7                                     | 15.9                                     | 10,6                                     | 4.8                                      | −1,7                                     | -6,3                                     | 4.4                                      |
| Opady, mm                                | 50                                       | 42                                       | 39                                       | 35                                       | 41                                       | 95                                       | 91                                       | 75                                       | 61                                       | 66                                       | 52                                       | 49                                       | 696                                      |
| ---------------------------------------- | ---------------------------------------- | ---------------------------------------- | ---------------------------------------- | ---------------------------------------- | ---------------------------------------- | ---------------------------------------- | ---------------------------------------- | ---------------------------------------- | ---------------------------------------- | ---------------------------------------- | ---------------------------------------- | ---------------------------------------- | ---------------------------------------- |
| Źródło: Weatherbase.com, Climatebase.ru  |                                          |                                          |                                          |                                          |                                          |                                          |                                          |                                          |                                          |                                          |                                          |                                          |                                          |

## Historia
Miejscowość została po raz pierwszy wzmiankowana w 1371 roku w liście litewskiego księcia Olgierda do patriarchy Konstantynopola. W XIV wieku Kaługa wchodziła w skład tzw. Księstw Wierchowskich. Księstwa te na przełomie XV i XVI wieku stanowiły przedmiot sporu pomiędzy Wielkim Księstwem Litewskim i Wielkim Księstwem Moskiewskim. Za panowania Iwana III miejscowość była umocniona ze względu na jej położenie na granicy Księstwa Moskiewskiego. Zimą 1606–1607 po opowiedzeniu się za władzą Dymitra Samozwańca Kaługa wytrzymała czteromiesięczne moskiewskie oblężenie. Po śmierci Dymitra, mieszkańcy byli jednymi z pierwszych, którzy opowiedzieli się za Dymitrem Samozwańcem II. Podczas wojny moskiewskiej w 1613 roku w rejon Kaługi dotarły oddziały Rzeczypospolitej pod dowództwem hetmana kozackiego Piotra Konaszewicza-Sahajdacznego. W drugiej połowie XVII wieku w Kałudze zaczęła się rozwijać produkcja metalu i w mieście pojawia się jedna z pierwszych odlewni żelaza w Rosji. Od XVIII wieku Kaługa była miejscem zsyłek osób uznanych za wrogów Rosji. W latach 1767–1772 więzieni w Kałudze byli biskup Kajetan Ignacy Sołtyk wraz z trzema senatorami hetmanem polnym koronnym Wacławem Rzewuskim, jego synem, posłem podolskim Sewerynem Rzewuskim oraz biskupem kijowskim Józefem Załuskim. Więzieni tu byli także chan tatarski Şahin Girej i Imam Szamil. W 1796 Kaługa została stolicą guberni. W XIX wieku z powodu ominięcia jej przez kolej zaczęła podupadać.
Od 12 października do 30 grudnia 1941 roku, miasto było okupowane przez wojska niemieckie. Po przeżyciach podczas wielkich czystek Stalina wielu mieszkańców miasta powitało jednostki Wehrmachtu z chlebem i solą. 
Podczas okupacji hitlerowskiej, w listopadzie 1941 roku Niemcy utworzyli getto dla żydowskich mieszkańców. Przebywało w nim około 150 osób. 21 grudnia 1941 roku wobec zbliżającej się Armii Czerwonej, Niemcy podpalili domy w getcie, zamordowali około 30 osób. Większość uratowały oddziały sowieckie. 
Gwałtowny rozwój miasta rozpoczął się dopiero w połowie XX wieku, wcześniej był to niewiele znaczący prowincjonalny ośrodek.
Jednym z najsłynniejszych mieszkańców miasta był syn polskiego zesłańca, Konstantin Ciołkowski – przez wielu uważany za ojca teorii technologii silników i wyrzutni rakietowych.

## Zsyłki Polaków
Radzieckie koszary w tym mieście były pierwszym etapem docelowym żołnierzy AK obwodów wileńskiego i nowogródzkiego po aresztowaniu ich oddziałów w okolicach Wilna w czerwcu 1944 roku. Akcja Armii Czerwonej „Bagration” na froncie zachodnim ich teatru działań wojennych, zmierzająca do przełamania niemieckiej linii obrony, doprowadziła do rozpoczęcia przez AK akcji „Burza”. Skutkiem tego oddziały leśne i miejskie AK podjęły się akcji zbrojnych na tyłach niemieckich i opanowania Wilna. Efektem tego była koncentracja oddziałów w miejscach znanych dowódcom radzieckim, po przełamaniu obrony niemieckiej, Sowieci, łamiąc porozumienia z polskim dowództwem, otoczyli i aresztowali polskie oddziały AK. Wstępnym obozem przejściowym żołnierzy były Miedniki Królewskie – duże centrum kolejowe. Początkowo usiłowano większość zwykłych żołnierzy namówić do wstąpienia do oddziałów dywizji gen. Berlinga. Po masowej odmowie i wcześniejszej wywózce wyższych oficerów, Sowieci wywieźli tysiące żołnierzy w głąb Rosji. Głównym punktem zbiorczym wywózki była Kaługa. W kałuskich koszarach polskich jeńców „wcielono” do tzw. zapasowych pułków piechoty (zapasnoj strielkowyj połki), jako „element niepewny”. Po dłuższym postoju w Kałudze, jeńców przetransportowano w głębokie lasy do wyrębu drzewa.
W obozie przebywali między innymi Henryk Czyż, Bolesław Hebrowski, Stanisław Jasiukiewicz, Stanisław Lenartowicz, Bernard Ładysz.

## Galeria

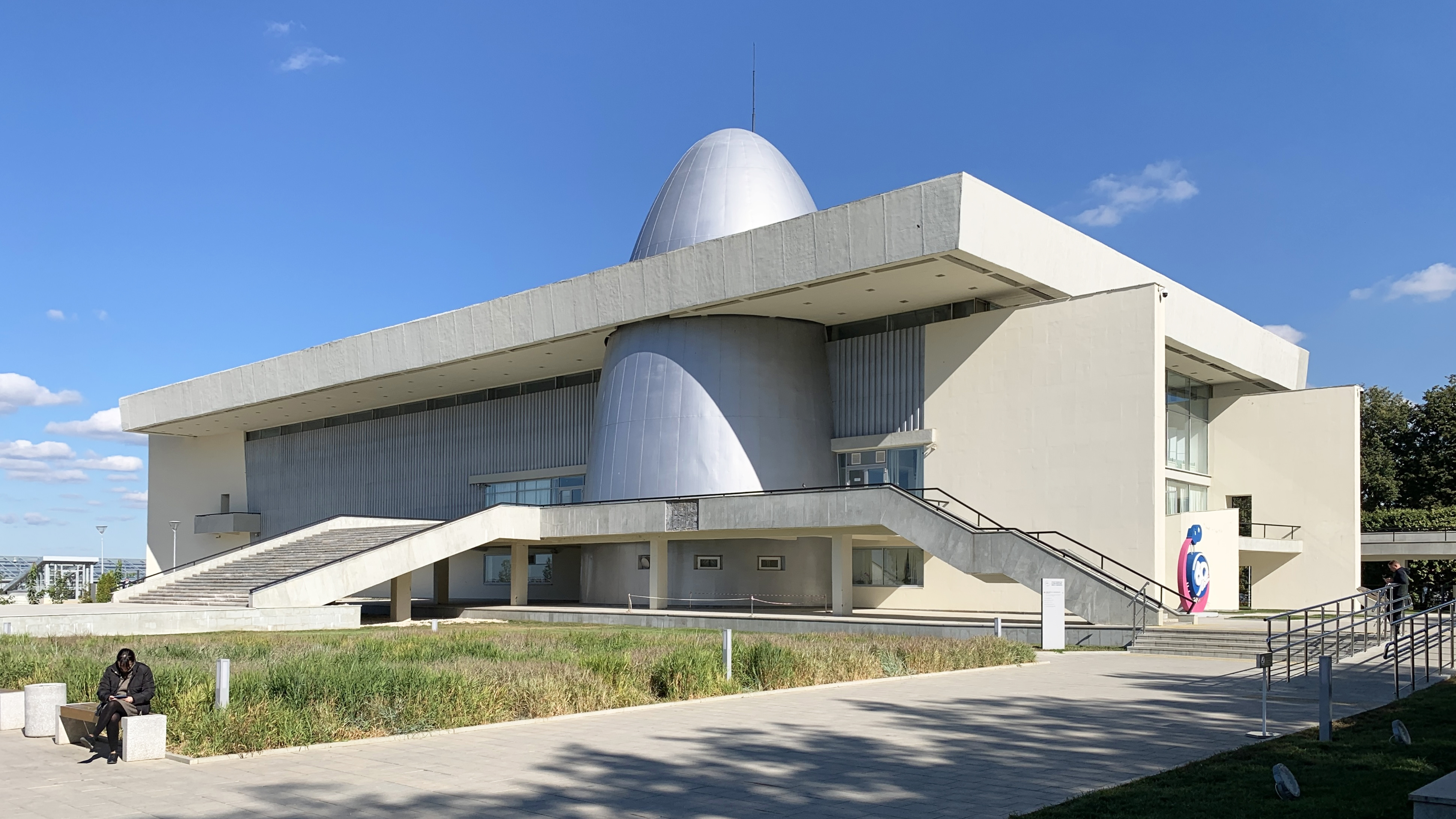
Państwowe Muzeum Historii Kosmonautyki
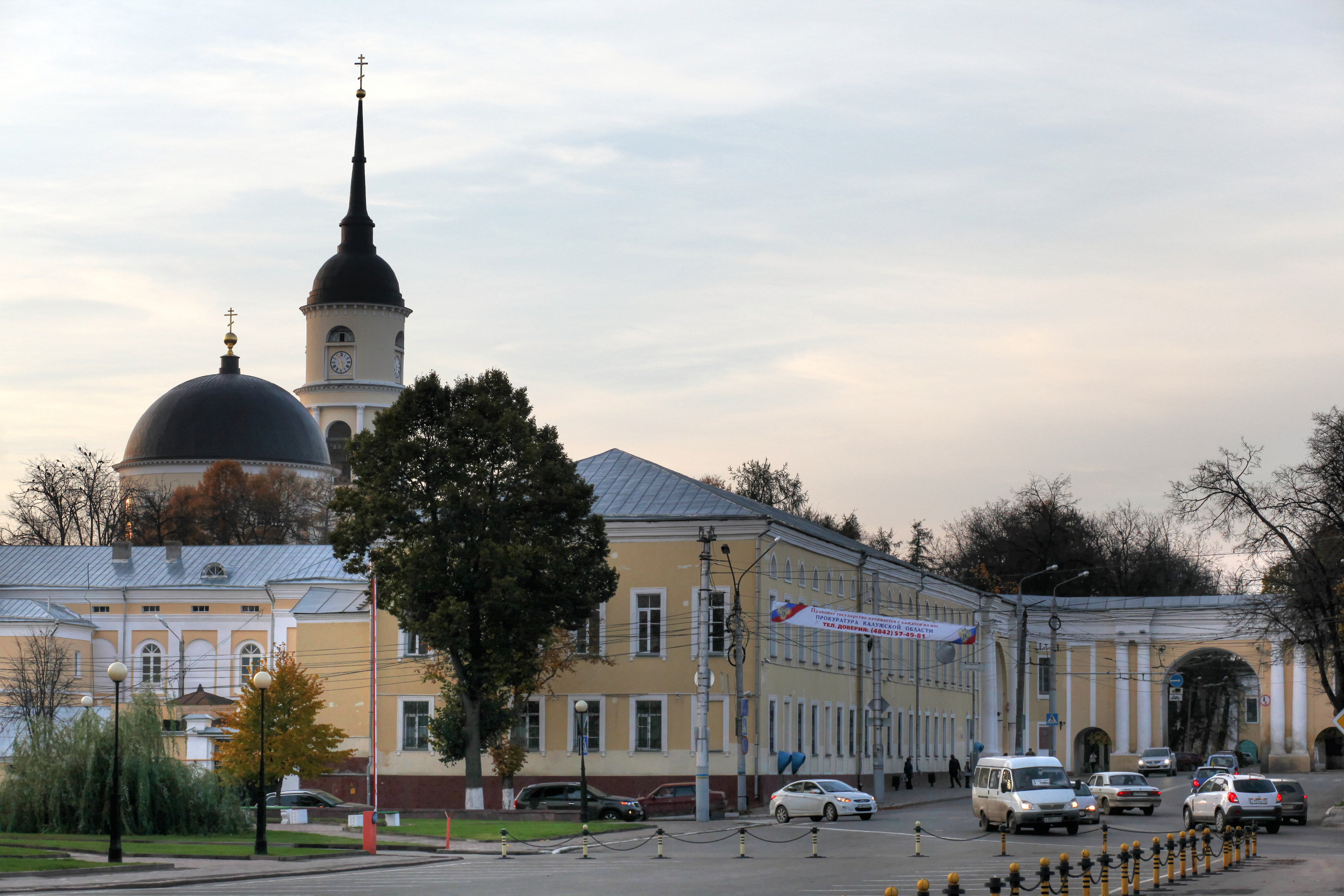
Stary Targ
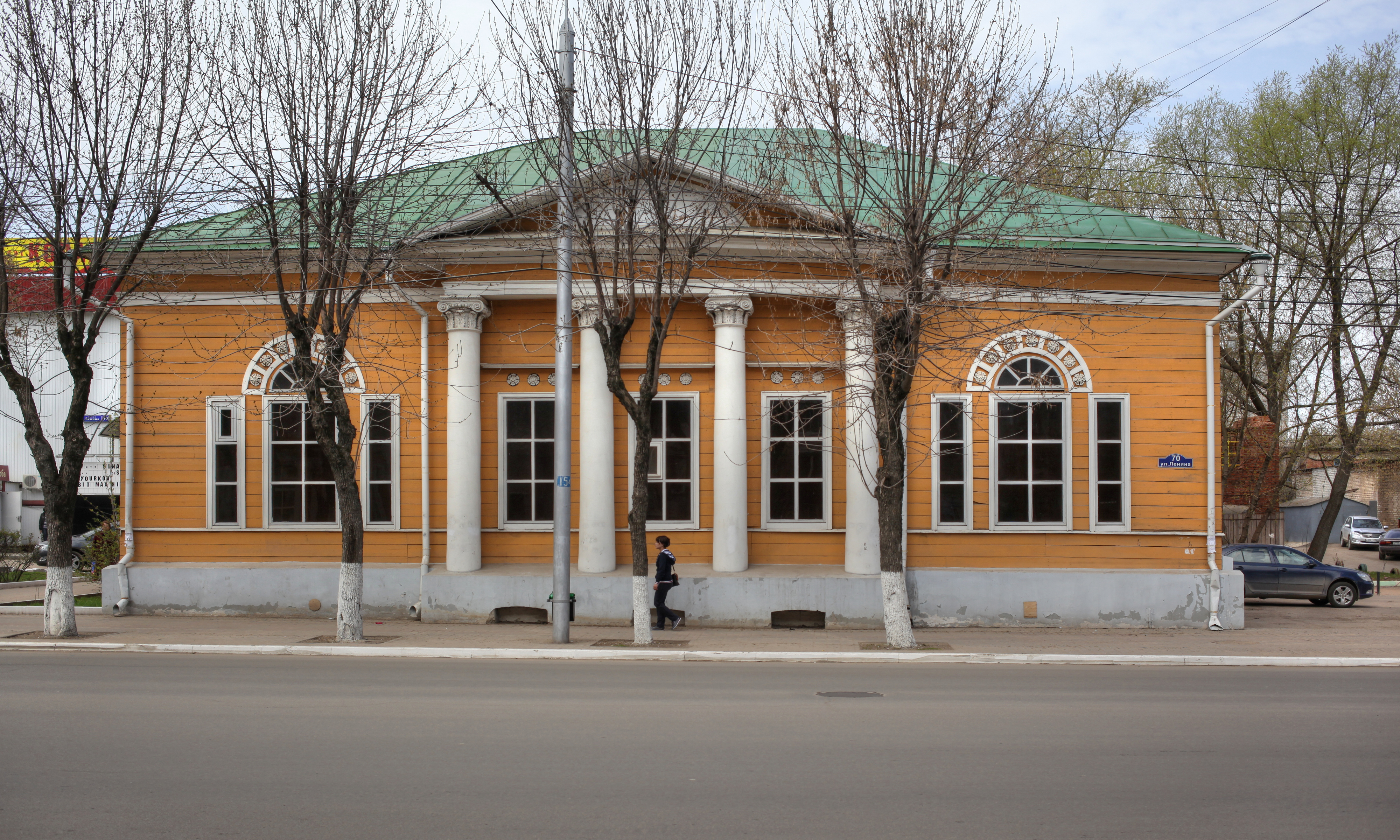
Zabytkowy dom
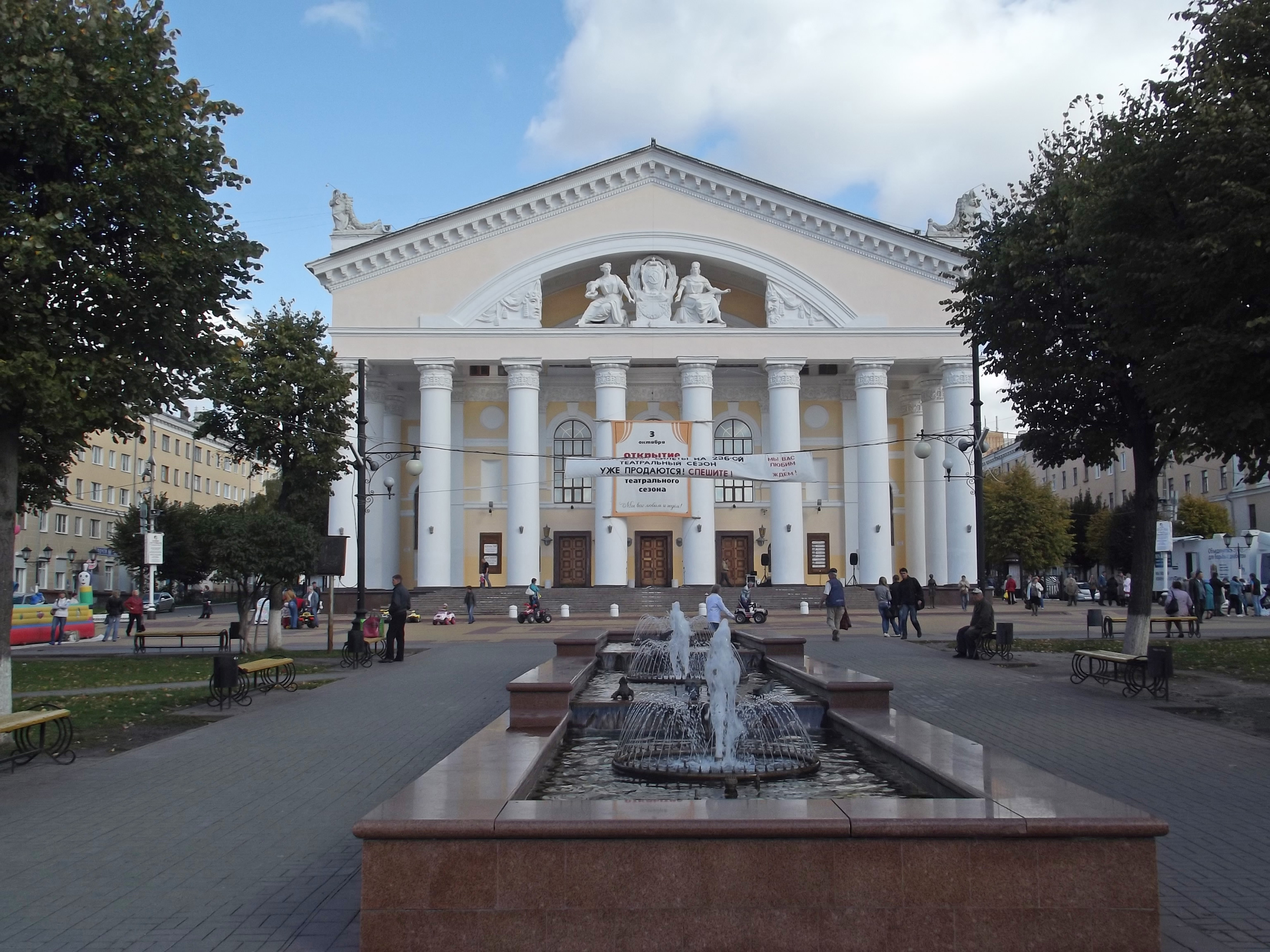
Teatr
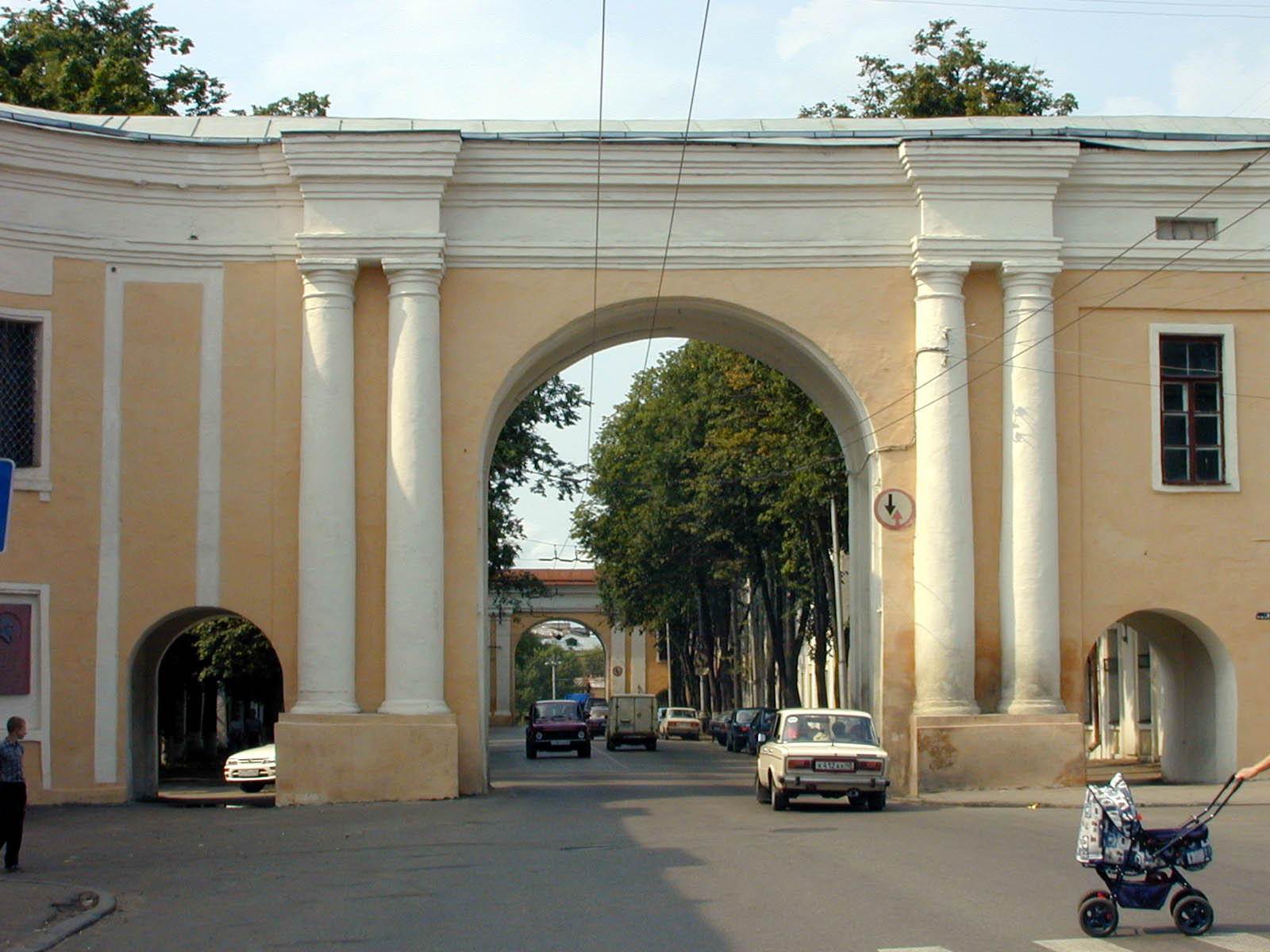
Brama
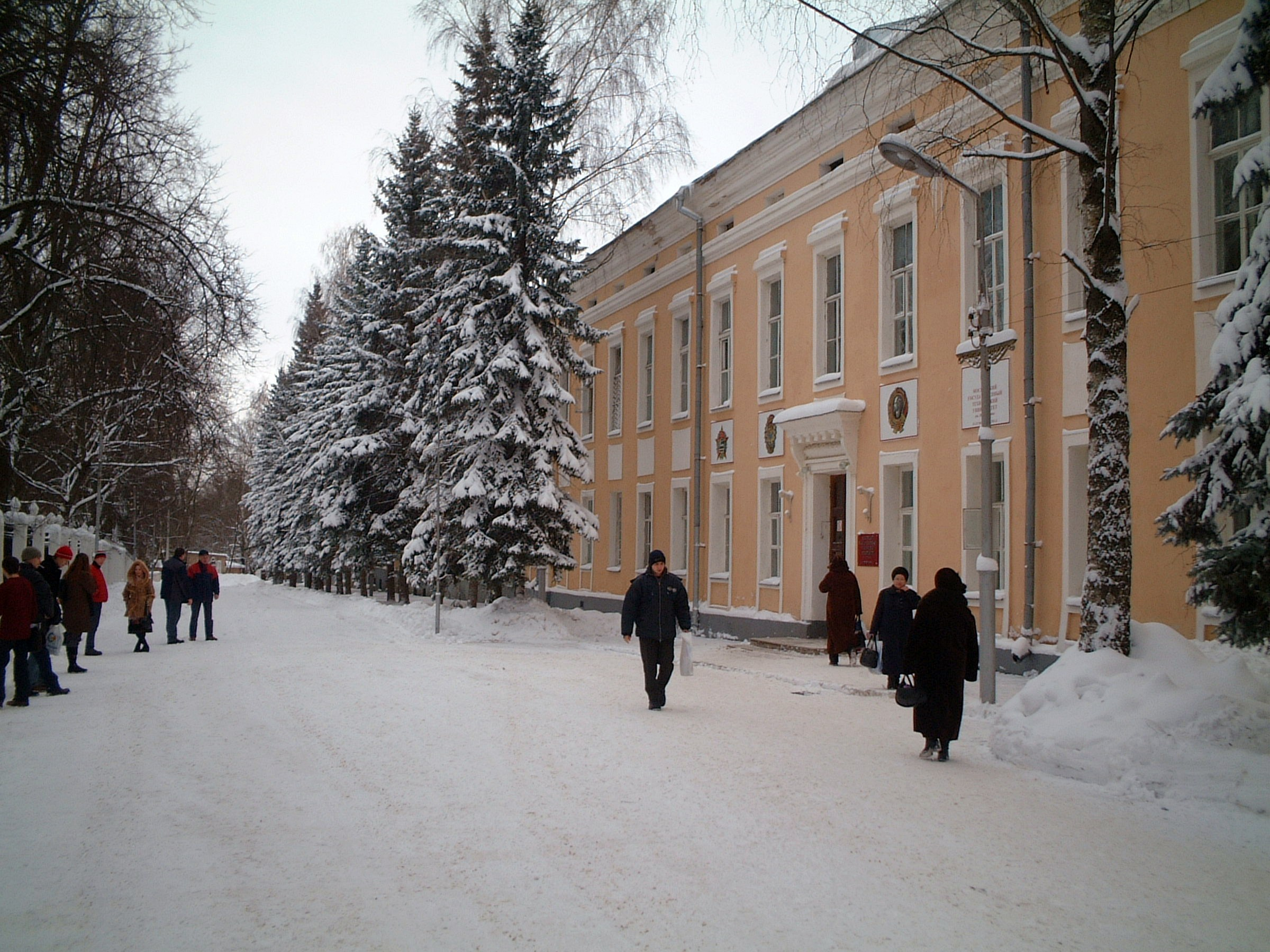
Moskiewski Uniwersytet Techniczny w Kałudze
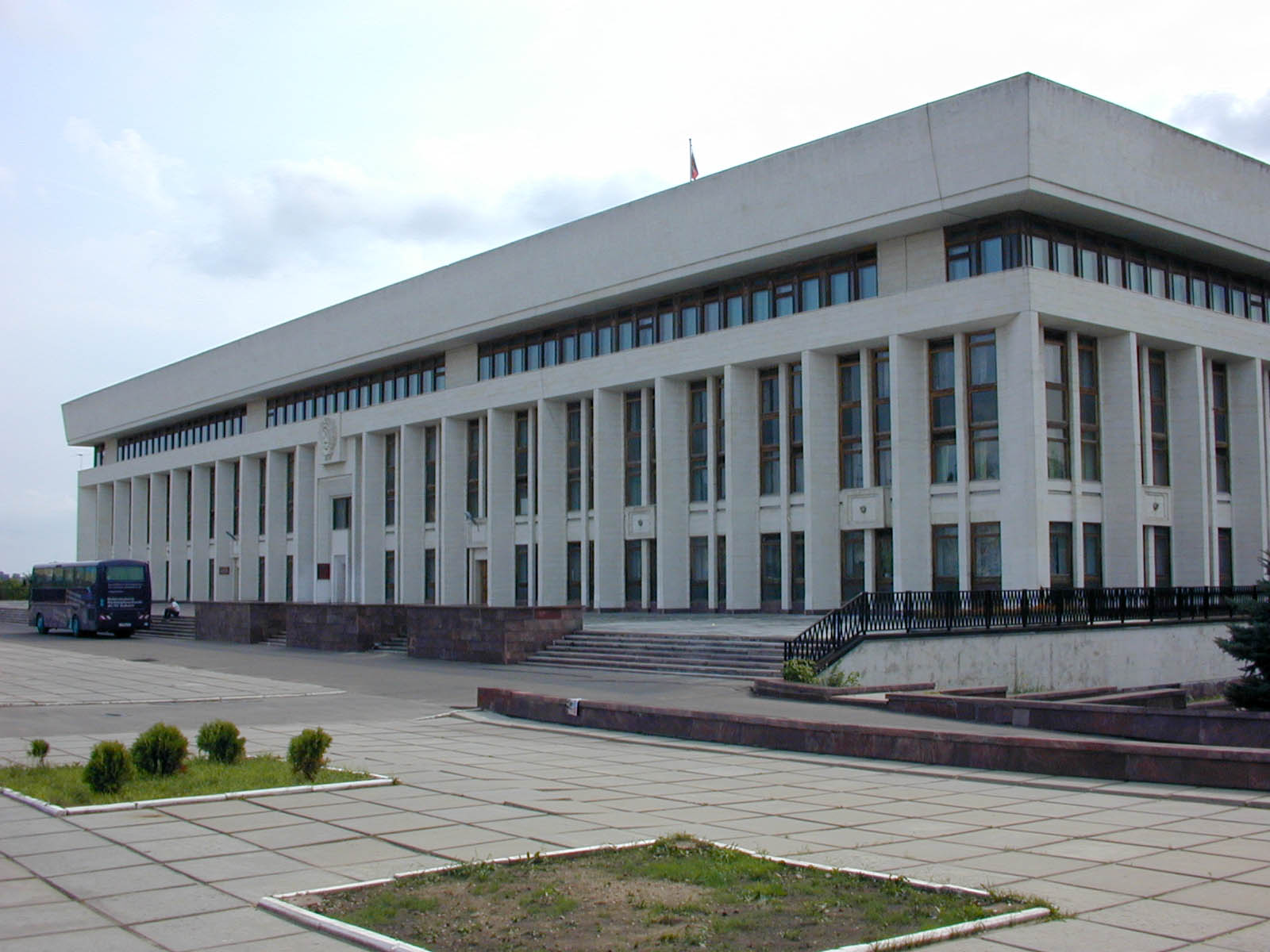
Budynek administracji lokalnej
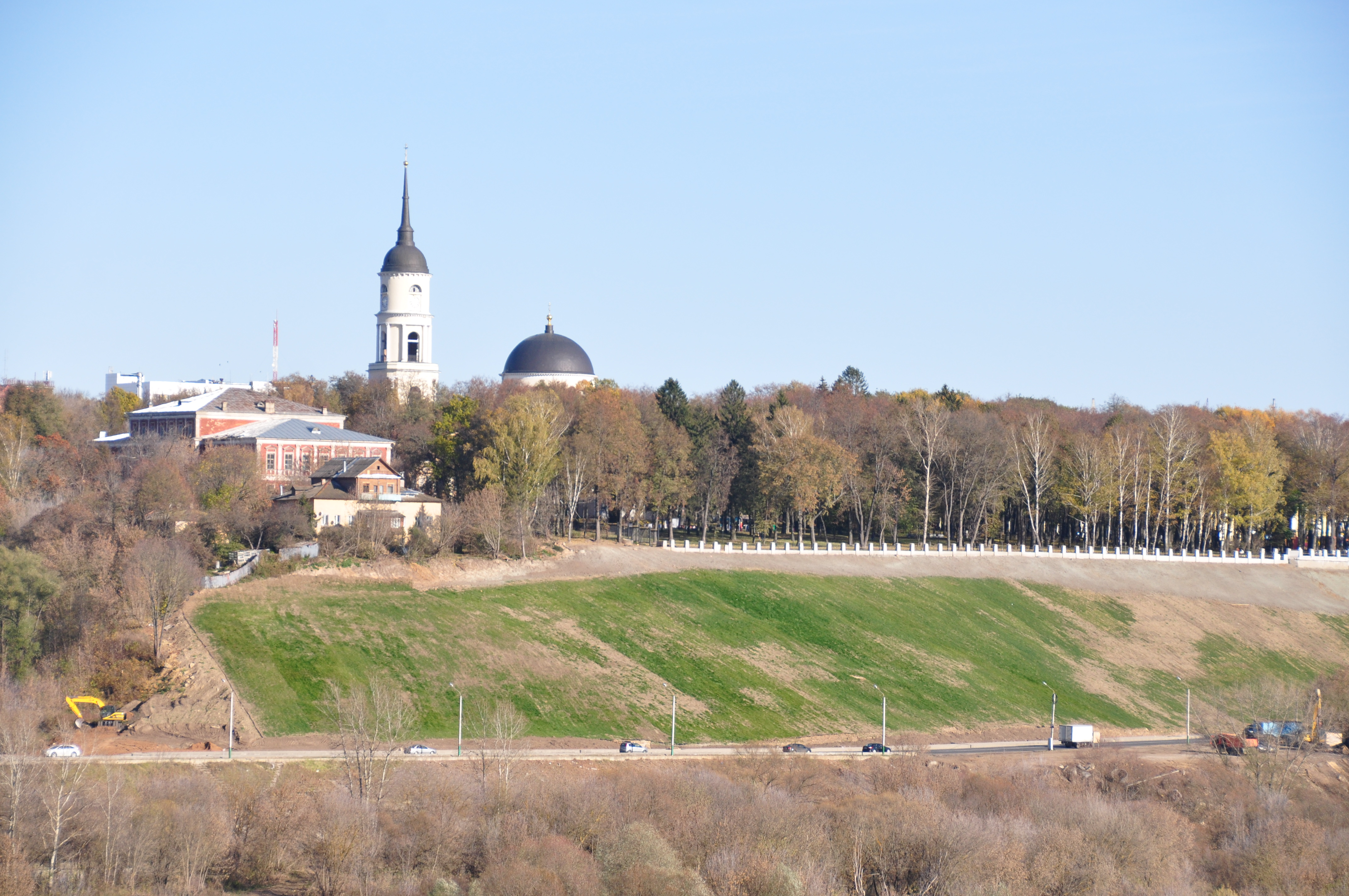
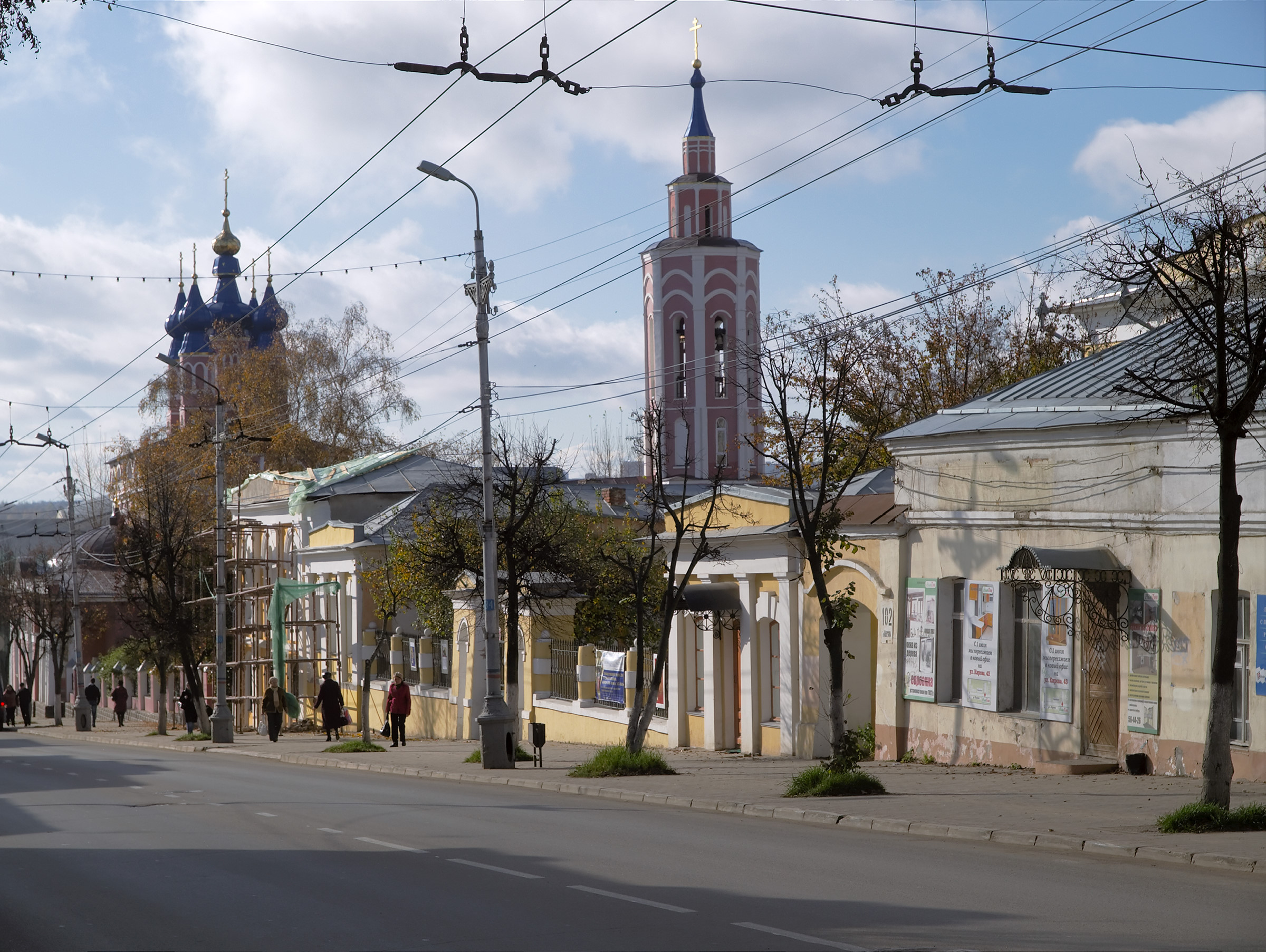
Muzeum Sztuki przy ul. Lenina
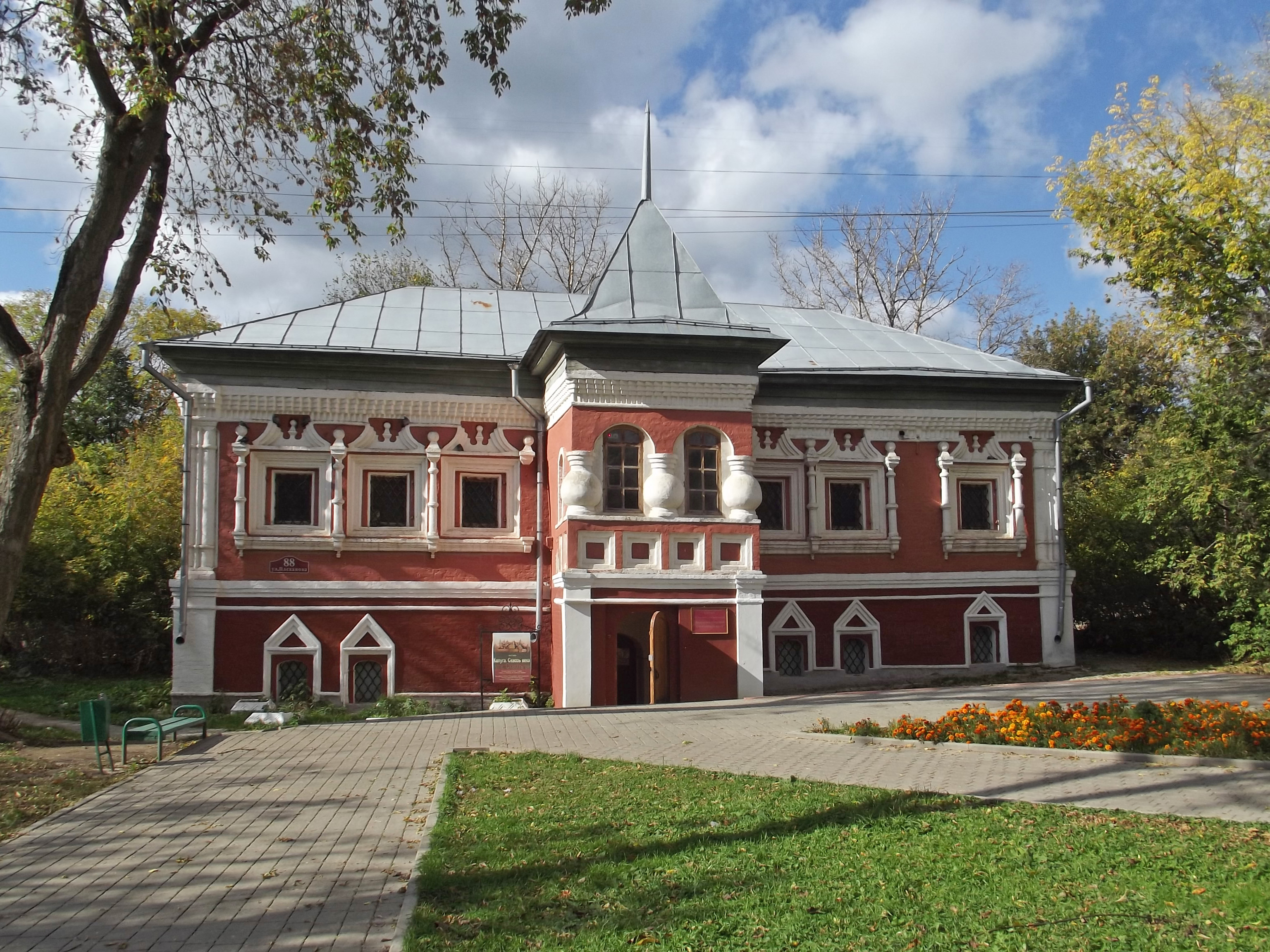
Dom Korobowa z 1897 r.
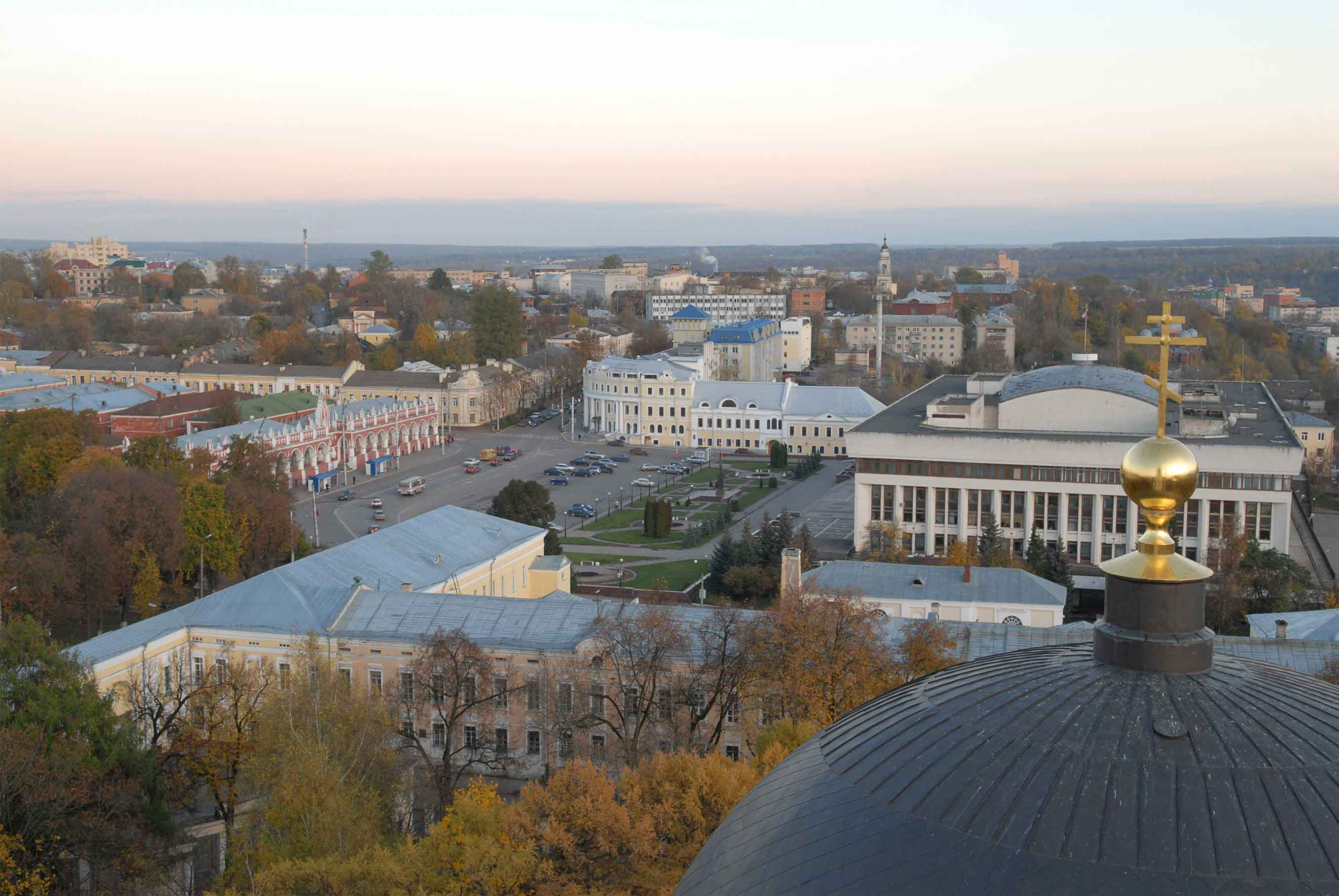
Widok na Stary Targ
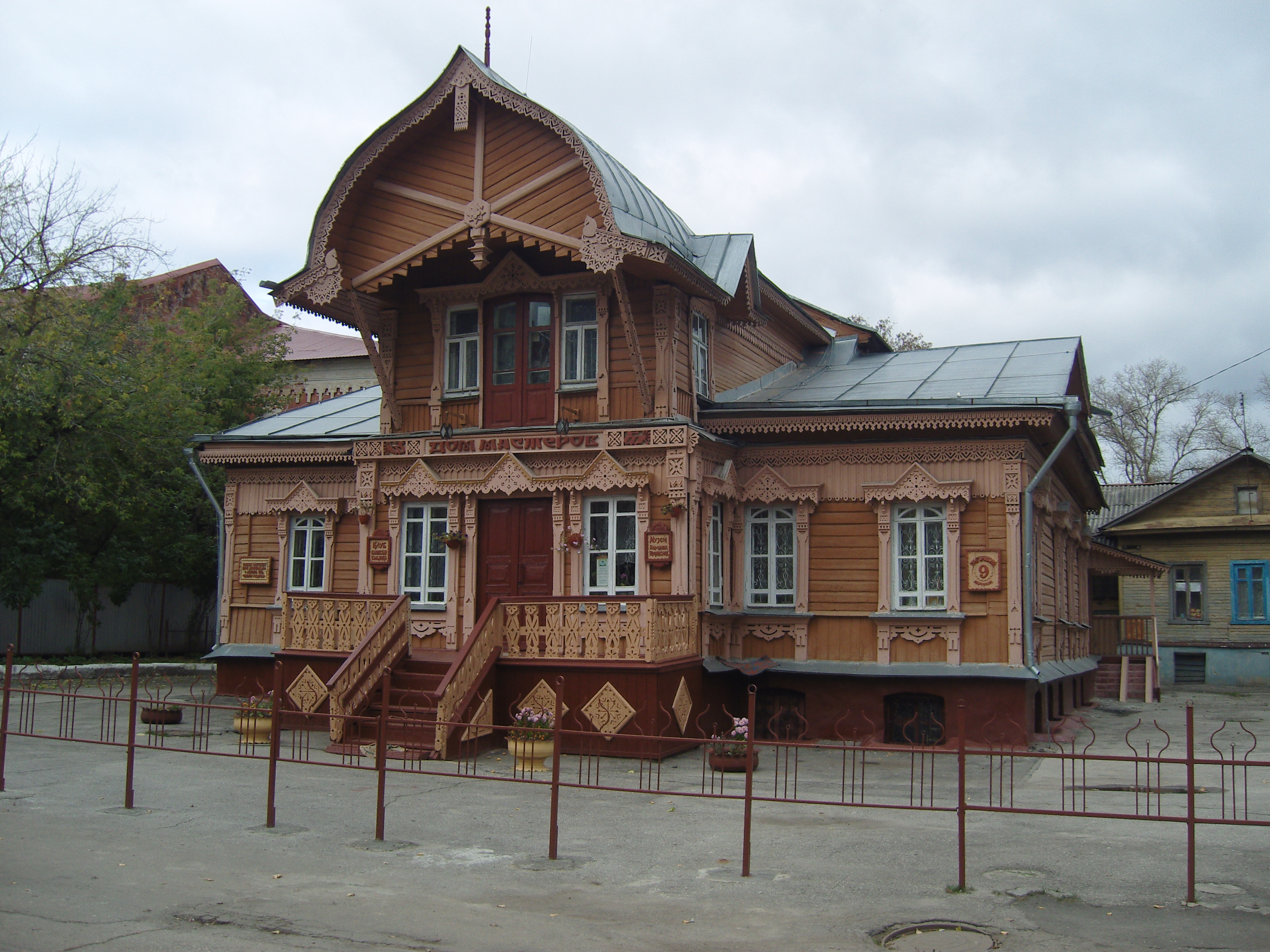
Dom z połowy XIX wieku
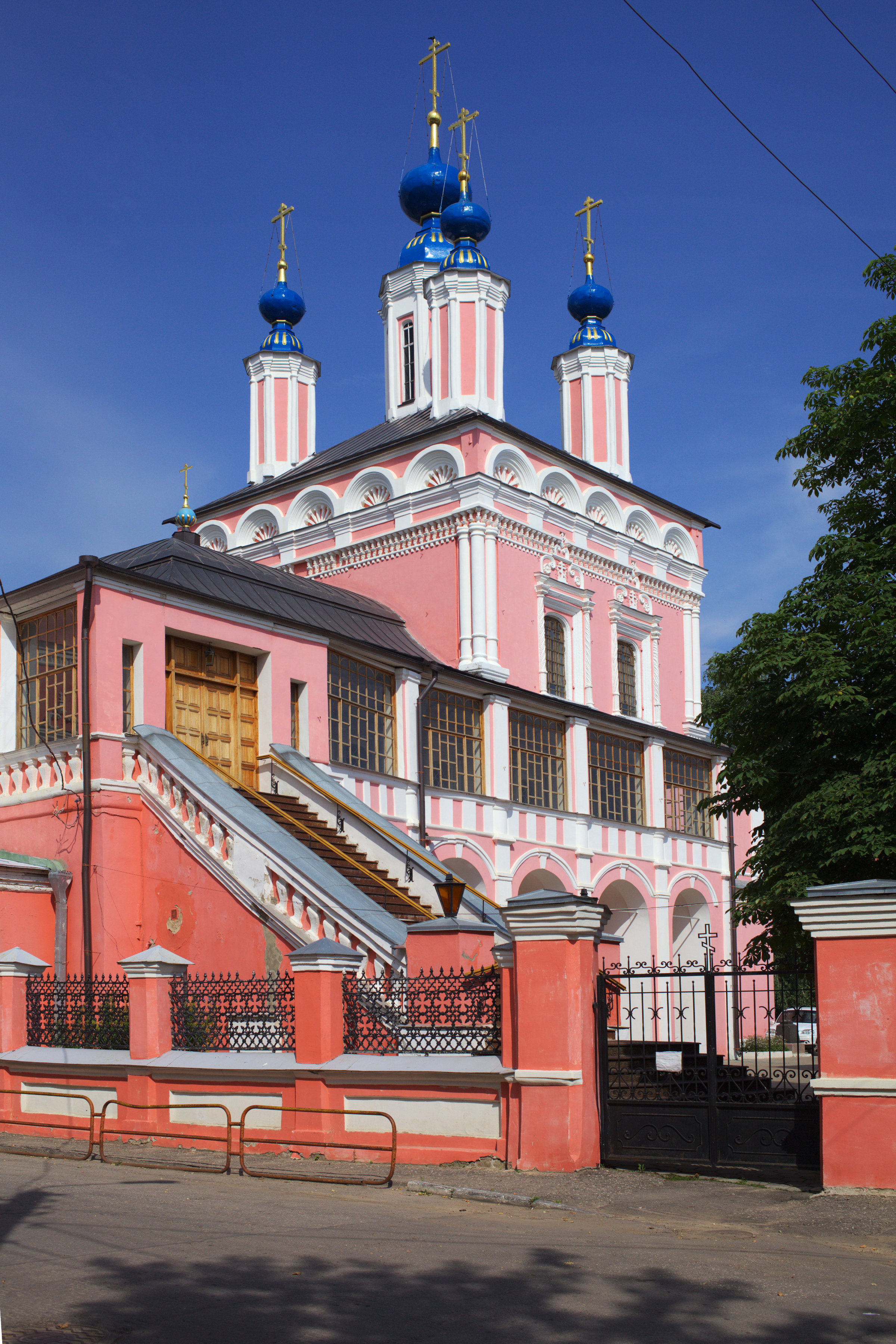
Cerkiew św. Grzegorza
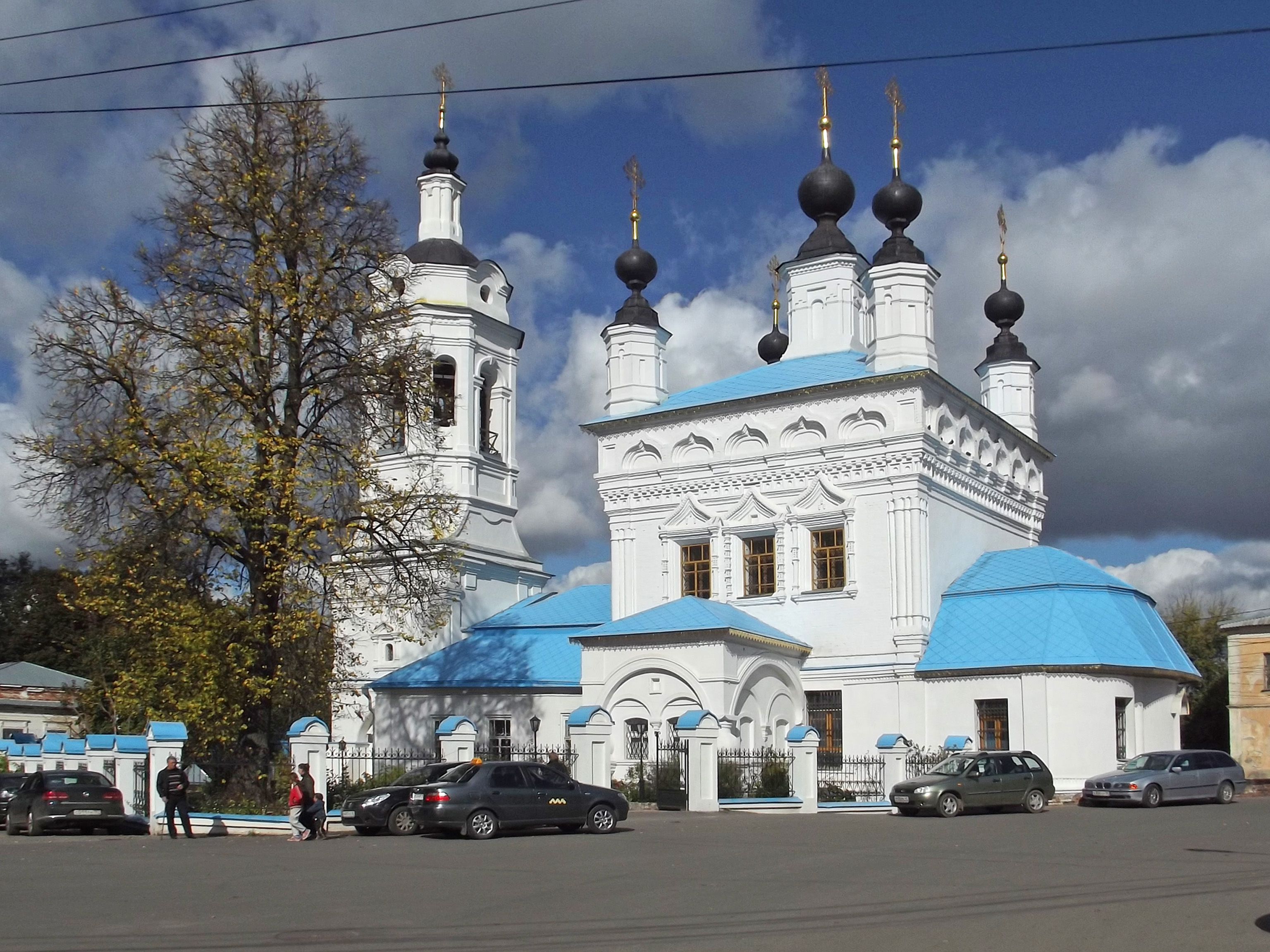
Cerkiew Pokrowy
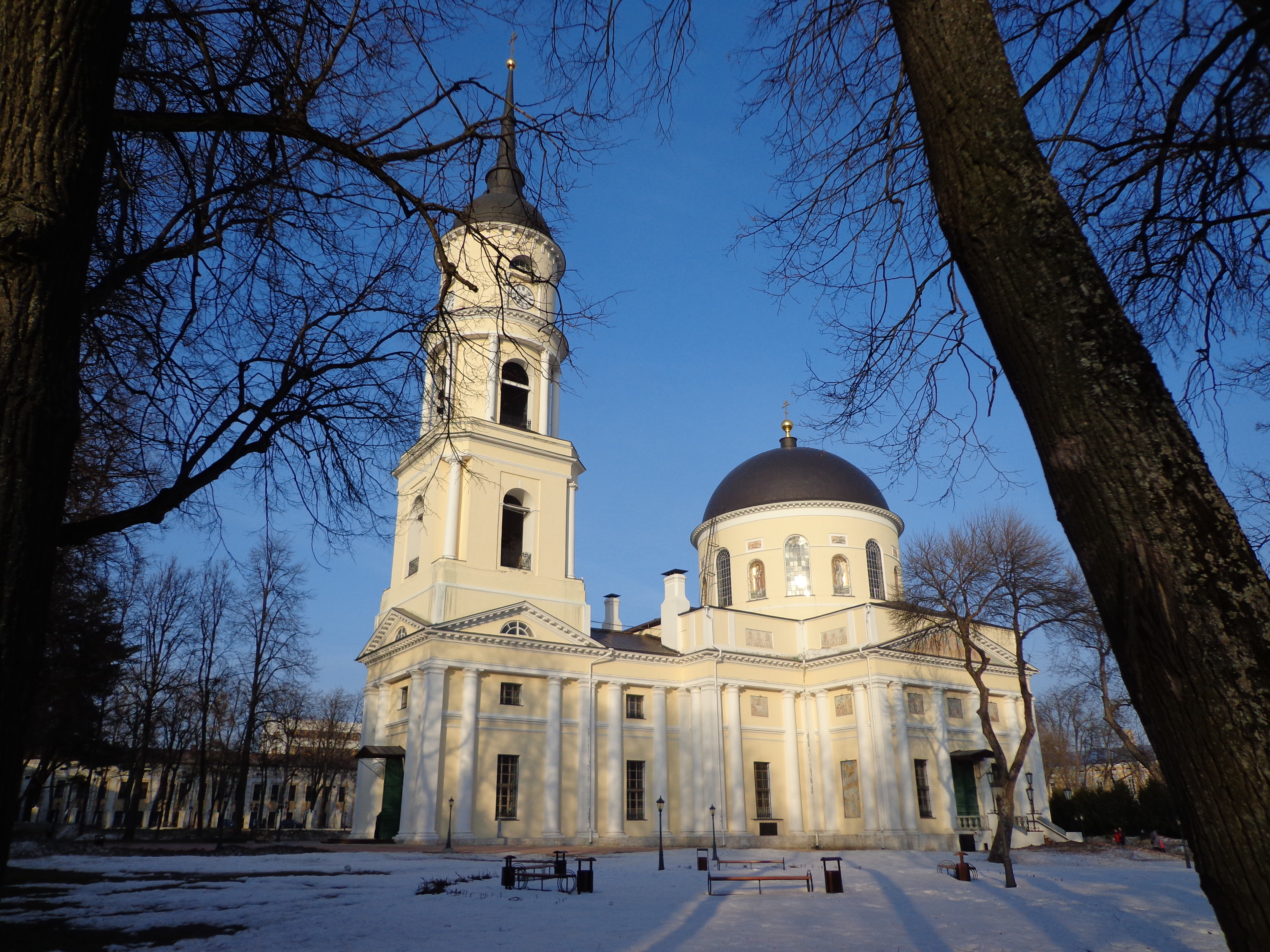
Sobór Troicki
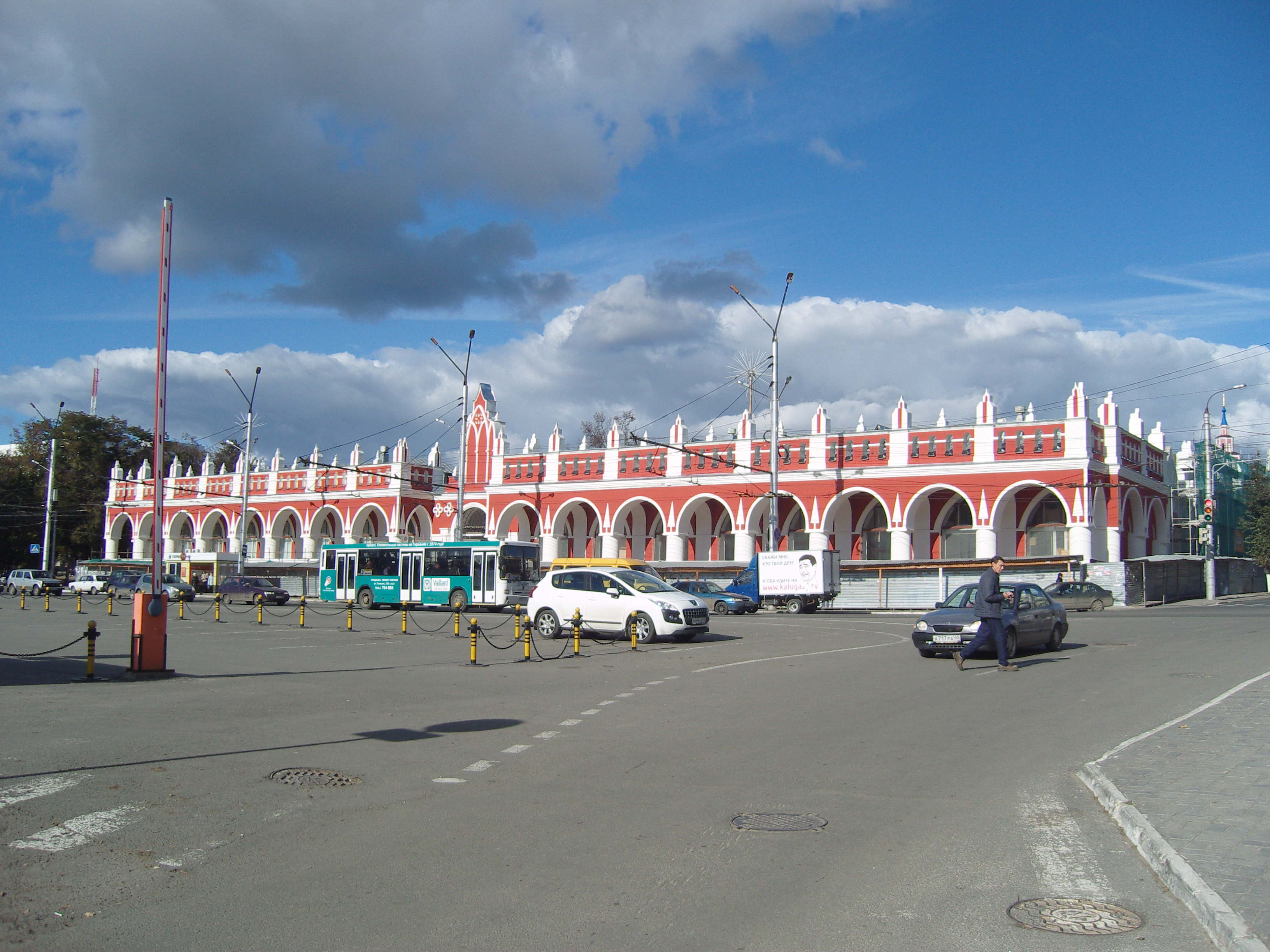
Gościnny Dwór na Starym Targu

## Miasta partnerskie
- Suhl, Niemcy (1969)
- Lahti, Finlandia (1998)
- Tyraspol, Mołdawia (2005)

## Urodzeni w Kałudze
- Witold Abramowicz – polski polityk Wileńszczyzny, poseł na Sejm Litwy Środkowej oraz senator II i III kadencji w II RP, wolnomularz[6].